# Maślan etylu
Maślan etylu, butanian etylu, C
3H
7COOC
2H
5 – organiczny związek chemiczny z grupy maślanów, ester kwasu masłowego i etanolu.
W temperaturze pokojowej jest to bezbarwna ciecz, łatwo rozpuszczalna w polarnych rozpuszczalnikach organicznych.
Maślan etylu można otrzymać w wyniku estryfikacji kwasu masłowego etanolem:
C
3H
7COOH + C
2H
5OH → C
3H
7COOC
2H
5 + H
2O
Ester masłowy ma woń ananasów i wykorzystywany bywa do wyrobu owocowych dodatków zapachowych i sztucznego rumu. Alkoholowy roztwór estru masłowego spotykany bywał pod nazwą „olejku ananasowego” lub „estru ananasowego”.